# Roland Geipel
Roland Geipel (* 15. April 1939 in Werdau, Sachsen) ist ein pensionierter evangelischer Pfarrer in Gera (Thüringen). Für sein bürgerrechtliches und soziales Engagement, vor allem in der ehemaligen DDR, wurde er mit dem Bundesverdienstkreuz ausgezeichnet. 2019 wurde ihm die Ehrenbürgerwürde der Stadt Gera verliehen.
Als langjähriger Organisator von Friedensgebeten und einer von staatlicher Kontrolle unabhängigen Jugend- und Sozialarbeit in Thüringen schuf Geipel während der DDR-Zeit Freiräume für religiösen und gesellschaftlichen Dialog, in denen sich vor der friedlichen Revolution in der DDR 1989 auch Widerstand gegen das politische Regime in Ost-Berlin und die Stasi-Überwachung großer Teile der Bevölkerung formieren konnte. Geipel engagierte sich zudem in der Behindertenarbeit, der Bewahrung der Schöpfung und Kultur; und, vor allem nach der Wende, in Initiativen zur Aufarbeitung der totalitären Vergangenheit in Thüringen sowie der innerdeutschen Verständigung und Integration.

## Leben und Werk
Geipel absolvierte nach der Schulzeit eine Lehre als Kraftfahrzeugschlosser. Sportlich und musikalisch begabt und ein Anhänger der damals in der DDR offiziell beargwöhnten Bebop- und Rock-and-Roll-Musik erlebte er erste Konflikte mit der Staatssicherheit während der Lehrausbildung. 1957 unternahm er eine Urlaubsreise nach Mainz und entschied sich, die DDR zu verlassen. Er flüchtete über West-Berlin in die Bundesrepublik und nahm bald darauf eine Arbeit als KfZ-Mechaniker bei Volkswagen an. 1964/65 erwarb Geipel in einjähriger Berufsaufbauschulzeit die Fachschulreife. Während dieser Zeit beschäftigte er sich intensiv mit  Leben und Werk Friedrich von Bodelschwinghs. Er machte ein altsprachliches Abitur am Ketteler-Kolleg Mainz und fasste den Entschluss, Theologie zu studieren. Auf einer Besuchsreise in der DDR 1965 lernte er seine spätere Frau Susanne kennen; ihretwegen siedelte er 1969 in die DDR zurück.
Seit seiner Rückkehr in die DDR stand Geipel unter Dauerbeobachtung, seit den 1980er Jahren auch im Zentrum von „Zersetzungsmaßnahmen“ des Ministeriums für Staatssicherheit. Nach der Internierung im Aufnahmelager Saasa fand Geipel  zunächst Arbeit im Kraftfahrzeug-Instandsetzungswerk Gera. Seit September 1969 studierte er Evangelische Theologie in Jena und absolvierte sein Vikariat in Gera-Debschwitz. Er wurde im wechselnden Einsatz („Springer“) in der kirchlichen Gemeinde- und Jugendarbeit, u. a. in Halle-Neustadt eingesetzt. 1976 erfolgte die Ordination zum Pfarrer. Ab 1977 begann die Pfarrtätigkeit im Neubaugebiet Gera-Lusan (mit zwei weiteren Dörfern), einem der größten Neubaugebiete der DDR.
Das intensive Engagement in den Bereichen Religion, Politik, und Kunst gehört für Geipel zusammen. Es entfaltete sich in seiner Organisation der Jungen Gemeinde und der offenen Jugendarbeit in Gera-Lusan seit Ende der siebziger Jahre; der Planung und Indienstnahme des 1980 dort eingeweihten modernen Gemeindezentrums; in der Erprobung moderner Gottesdienstformen wie Beatmessen und Umweltgottesdiensten und in der (Mit-)Veranstaltung von Gedichtlesungen und Konzerten kritischer und verfolgter Künstler in der DDR (u. a. Reiner Kunze, Stephan Krawczyk, Bettina Wegner, Freya Klier). Zudem engagierte sich Geipel in der Behindertenarbeit, u. a. der Organisation von Mobilität und Reisen für Behinderte. Geipel begleitete zudem Wehrdienstverweigerer (‘Bausoldaten’) und als „Asoziale“ ausgegrenzte Jugendliche in der DDR. Seine Unterstützung von jungen Intellektuellen (Ulrike Lorenz, Frank Rüdiger) und Künstlern, u. a. aus dem Umkreis der regimekritischen Wehrdienstverweigerer, Umweltschützer und der Puppenbühne Gera (Michael Beleites, Karsten Dümmel, Jan Engel, Frank Karbstein, Kathrin Zimmer), gewannen ihm wichtige Verbündete im Engagement für Demilitarisierung und eine offene Gesellschaft.
Sein kirchliches, soziales und bürgerrechtliches Engagement brachte Geipel in ständigen Konflikt mit den staatlichen Behörden der DDR; als Vorbild und Fürsprecher ermöglichte oder erleichterte er Dissidenten, kritischen Künstlern und vielen religiösen und religiös suchenden Menschen das (Über-)Leben in der atheistischen DDR. Kurz vor dem Umbruch 1989 waren sieben Stasi-Mitarbeitern direkt auf Geipel angesetzt. 1988 wurde eine Operative Personenkontrolle (OPK) gegen Geipel eingerichtet, die praktisch permanente Überwachung bedeutete. Seine Stasi-Akten unter dem Decknamen „Freiraum“ zeigen, dass auch nächste Kollegen und Vorgesetzte in der Evangelisch-Lutherischen Kirche in Thüringen, darunter ein Superintendent und ein Oberkirchenrat, inoffizielle Mitarbeiter der Staatssicherheit gewesen waren.
Die während und außerhalb der kirchlichen Friedensdekaden von Geipel seit 1980 regelmäßig veranstalteten Friedensgebete gingen im Herbst 1989 vielfach in vom Staat bekämpfte öffentliche Friedensdemonstrationen über. Für erhebliches Aufsehen in der Endphase des Kalten Krieges sorgte Geipels Unterstützung der Träger und Verteiler des pazifistischen Schwerter-zu-Pflugscharen-Symbols. Das Symbol ging auf ein von dem russischen Künstler Jewgeni Wiktorowitsch Wutschetitsch gestaltetes Denkmal zurück, das die Sowjetunion 1959 den Vereinten Nationen geschenkt hatte und vor deren Hauptquartier in New York hatte aufstellen lassen. Geipel beteiligte sich organisatorisch und moderierend an zahlreichen Mahnwachen und Protestzügen gegen die von der DDR-Regierung propagierte „bewaffnete Friedenspolitik“. In seinem Engagement für benachteiligte oder verfolgte Angehörige von religiösen Gemeinschaften sowie für Frieden, Meinungs- und Bewegungsfreiheit berief sich Geipel auf die Rechte, welche die DDR-Regierung u. a. im Kapitel VII („Achtung der Menschenrechte und Grundfreiheiten, einschließlich der Gedanken-, Gewissens-, Religions- oder Überzeugungsfreiheit“) der Schlussakte der Konferenz über Sicherheit und Zusammenarbeit in Europa (1973) in Helsinki theoretisch verbrieft hatte, aber in der Alltagspraxis oft nicht umzusetzen bereit war.
Begleitet von Hoffnungskerzen, Liedern, sowie biblischen und poetischen Texten, wurden die von Geipel organisierten Geraer Friedenskundgebungen zu einer Massenbewegung und mündeten 1989 in die Demonstrationen zu einer friedlichen Revolution in der DDR ein. Mit großem persönlichen Mut engagierte sich Geipel 1989 für die friedliche Entwaffnung und Auflösung der Einheiten der Staatssicherheit und Bezirksverwaltung in Gera. Unter Lebensgefahr verhinderte Geipel den Sturm der Geraer Stasi-Zentrale durch aufgebrachte Protestierer. Es gelang ihm zusammen mit anderen friedlichen Bürgerrechtlern wie Michael Beleites, umfangreiches Aktenmaterial der Stasi vor der Vernichtung zu konfiszieren sowie Waffen und Munition aus 22 Waffenkammern zu entsorgen.
Ab Winter 1989 und in den folgenden Jahren setzte sich Geipel für rechtsstaatliche Reformen und Umstrukturierung in Gera und dem entstehenden Freistaat Thüringen ein, u. a. durch seine Teilnahme als Kirchenvertreter im Geraer Bürgerkomitee. 1994 wurde er in den Rang eines Oberpfarrers und stellvertretenden Superintendenten befördert. 2004 wurde er pensioniert und mit dem „Silbernen Simson“ der Stadt Gera ausgezeichnet. Nach seiner Pensionierung engagierte sich Geipel als Vorstandsmitglied und Förderer der Gedenkstätte Amthordurchgang und setzt sich für gefährdete historische Gebäude, u. a. für Dorfkirchen in der Nähe von Gera ein. Er ist außerdem dem Evangelischen Arbeitskreis für Ost-West-Fragen verbunden, dessen Friedens- und Verständigungsarbeit nach 1989 vor allem auch im deutsch-polnischen Dialog fortgesetzt wurde. 2009 überreichte ihm  Bundespräsident Horst Köhler das Verdienstkreuz am Bande des Verdienstordens der Bundesrepublik Deutschland. Zum 30. Jahrestag der Friedlichen Revolution in der DDR wurde er im November 2019 mit der Ehrenbürgerwürde der Stadt Gera geehrt.